# Daniil Kazloŭ
Daniil Kazloŭ (vitryska: Данііл Казлоў) född 7 april 1997 i Zjabinka, är en vitrysk sångare.
Den 11 september 2010 vann Kazloŭ den vitryska uttagningen till Junior Eurovision Song Contest 2010 med låten "Muziki Svet". Daniil fick flest poäng (24 poäng) av alla efter jury och telefonröster. Vid uttagningen deltog 11 artister, som förutom att sjunga sina egna låtar, även sjöng tillsammans en gång. Kozlovs låt är skriven av 14-årige Kirill Jermakov, som deltagit i tävlingen flera gånger. I finalen fick Kozlov 85 poäng, vilket räckte till en femte plats.